# Pardo alla carriera
Il Pardo alla Carriera Ascona-Locarno Turismo è un premio cinematografico assegnato annualmente dal Locarno Festival ad una personalità con una carriera particolare nel mondo cinematografico, a partire dal 2010.

## Albo d'oro
- 2010 – Francesco Rosi
- 2011 – Claude Goretta, Bruno Ganz e Claudia Cardinale
- 2012 – Johnnie To, Harry Belafonte e Peter-Christian Fueter
- 2013 – Sergio Castellitto, Otar Iosseliani
- 2014 – Víctor Erice
- 2015 – Marlen Khutsiev e Bulle Ogier
- 2016 – Mario Adorf e Jane Birkin
- 2017 – non assegnato
- 2018 – non assegnato
- 2019 – Fredi M. Murer
- 2020 – non assegnato
- 2021 – Dante Spinotti
- 2022 – Costa-Gavras
- 2023 – Tsai Ming-liang
- 2024 – Shah Rukh Khan